# ナルヴァ条約
ナルヴァ条約（ナルヴァじょうやく、英語: Treaty of Narva）は、大北方戦争中の1704年8月30日（ユリウス暦8月19日）に締結された条約。ポーランド＝リトアニア共和国においてアウグスト2世に忠誠な一派がザクセン選帝侯領とロシア・ツァーリ国の反スウェーデン同盟に参加した。

## 背景
大北方戦争の開戦時点同盟はアウグスト2世がポーランド国王（リトアニア大公）、ザクセン選帝侯を兼任していた。1699年、彼はロシアのツァーリのピョートル1世とプレオブラジェンスコエ条約で、デンマーク＝ノルウェー国王 フレゼリク4世とドレスデン条約で同盟を締結した。同盟は協力してスウェーデンに攻撃をしかける素地を作り、攻撃は1700年に現実になった。しかし、同年にデンマークは撤退を余儀なくされ、ロシアは決定的な敗北を喫した。その後の数年間、スウェーデン国王カール12世はポーランド＝リトアニア国内でアウグスト2世を追撃、彼の軍勢を数度撃破し、一方ロシアはバルト沿岸を進軍して領地を奪回した。リトアニアのマグナートは1702年4月にアウグスト2世を裏切り、スウェーデンと同盟した。
1704年7月、スウェーデンの進軍とそれに起因するポーランド＝リトアニアの内戦により、アウグスト2世は王位を追われ、カール12世の支持する対立候補のスタニスワフ・レシチニスキがポーランド王として選出された。しかし、アウグスト2世は未だにサンドミェシュ連盟やポーランド軍の75パーセントなど広く支持を受けていた。アウグスト2世とその支持者は共和国を代表してスウェーデンに宣戦布告、ナルヴァで反スウェーデン同盟に加入した。

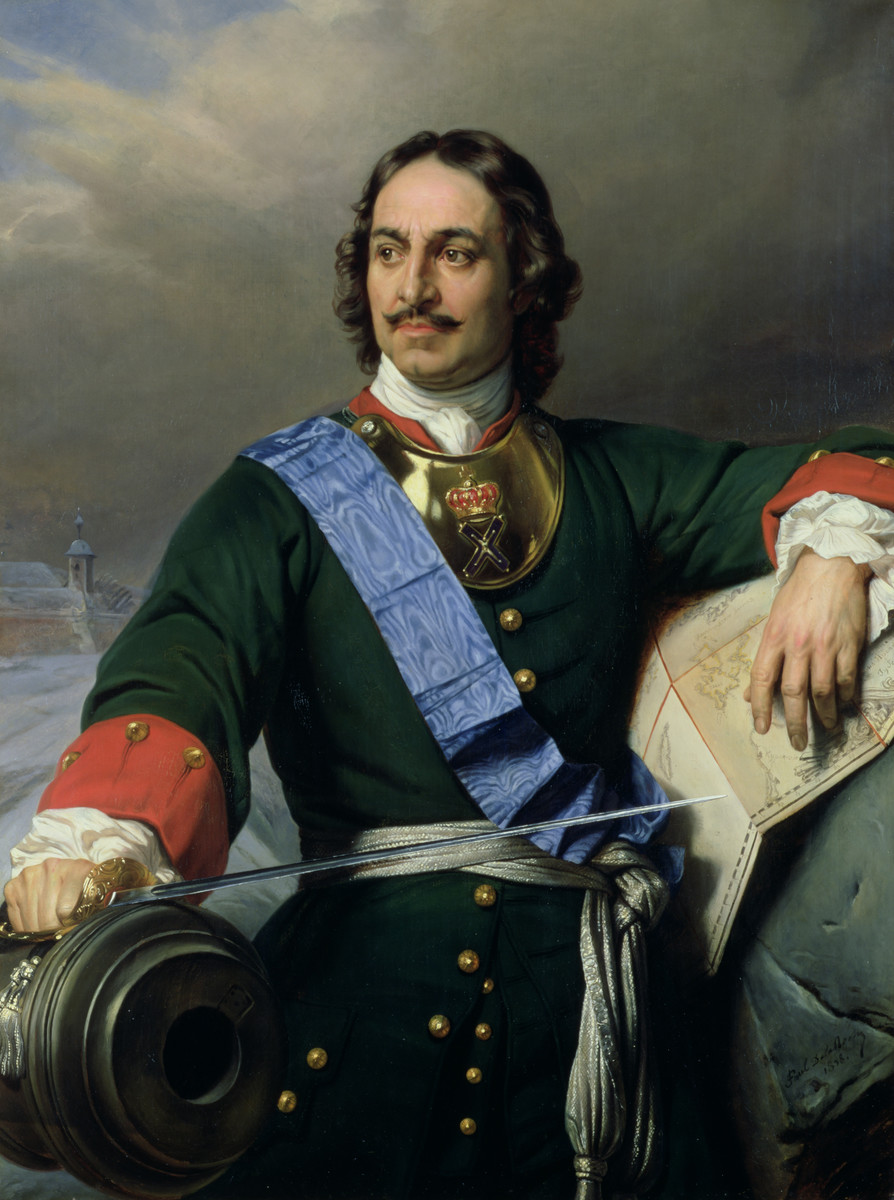
ピョートル1世

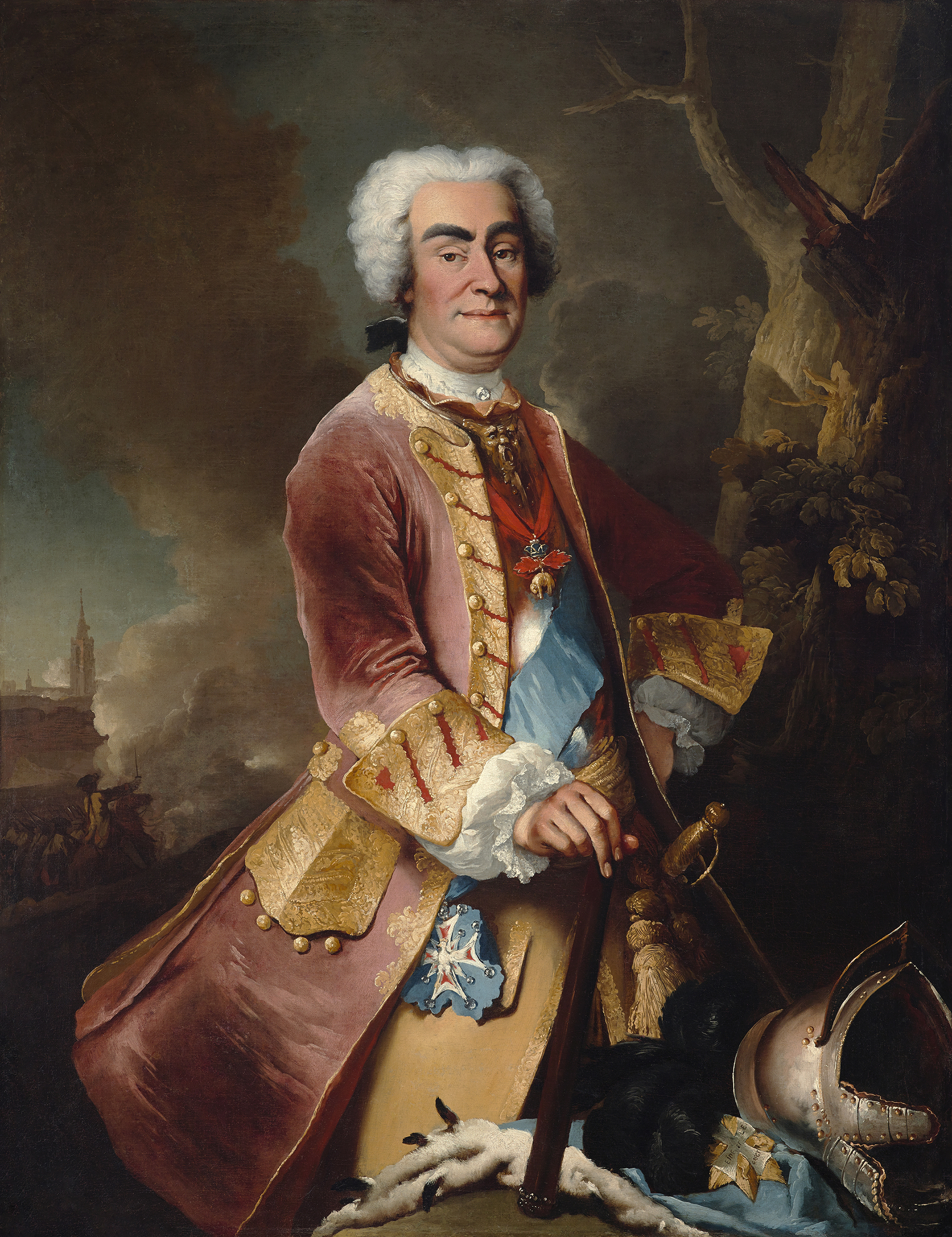
アウグスト2世

## 内容
条約交渉におけるポーランド代表はトマシュ・ジャウィンスキであり、彼は直前のロシアによるナルヴァ包囲戦でザクセン軍とポーランド軍を指揮した。条約はピョートル1世、アウグスト2世とポーランド＝リトアニアのマグナートが署名した。
同盟はいわゆる攻守同盟であった。ポーランドとロシアが戦争を継続し、お互いの同意がなければ条約を締結できない。ピョートル1世はアウグスト2世に年20万ルーブルの援助金を与え、ロシア軍1万2千を駐留させ、またセメン・パレイのウクライナ侵攻とロシアのリヴォニア侵攻を元の状態に戻すことも定められた。

## 影響
ピョートル1世はこの条約でポーランド＝リトアニア戦線を継続させ、スウェーデン軍を釘付けにした。特に、コニェツポルの戦いでの勝利により、カール12世のロシア戦役への補給が断たれた。条約で定められた援助金を支払うために、ロシアでは農民への新税が課された。
アウグスト2世にとっても、条約は有利なものだった。というのも、彼の立場は敗北が続いたことで弱まっていたためだった。ピョートル1世は条約に従い、イヴァン・マゼーパに命じてパレイをポーランド＝リトアニアのコサック地域から追放する、というポーランド側の譲れない条件を実行した。しかし、ロシアの「友好的な占領」が予想された引き渡しにつながらず、その代わりロシアに編入された。
ポーランド＝リトアニア共和国においてスタニスワフ・レシチニスキに忠誠な一派はワルシャワ連盟を結成し、1705年11月のワルシャワ条約でスウェーデンと同盟した。